# Іванівська волость (Слов'яносербський повіт)
Іванівська волость — адміністративно-територіальна одиниця Слов'яносербського повіту Катеринославської губернії.
Станом на 1886 рік складалася з 3 поселень, 3 сільських громад. Населення — 3026 особи (1601 чоловічої статі та 1425 — жіночої), 559 дворових господарств.
|                     | Площа, десятин | У тому числі орної, десятин |
| ------------------- | -------------- | --------------------------- |
| Сільських громад    | 2980           | 2781                        |
| Приватної власності | 10133          | 1377                        |
| Іншої власності     | 209            | 110                         |
| Загалом             | 13322          | 4268                        |

Найбільші поселення волості:
- Іванівка — містечко при вершині річки Вільховій за 60 верст від повітового міста, 2947 осіб, 509 дворів, православна церква, школа, 2 винокуренних заводи, винний склад, 9 лавок, 2 щорічних ярмарки. За 4 версти — залізнична станція Іванівка.